# Oligosoma microlepis
Oligosoma microlepis — вид сцинкоподібних ящірок родини сцинкових (Scincidae). Ендемік Нової Зеландії.

## Поширення і екологія
Ophiomorus microlepis мешкають в центральній частині Північного острова Нової Зеландії. Вони живуть серед валунів, осипів і скель, часто поблизу озер і річок, на висоті від 400 до 900 м над рівнем моря.

## Збереження
МСОП класифікує цей вид як такий, що перебуває під загрозою зникнення. Oligosoma microlepis загрожує знищення природного середовища і хижацтво з боку інтродукованих тварин.